# Андреняса
Андреняса (рум. Andreneasa) — село у повіті Муреш в Румунії. Входить до складу комуни Рестоліца.
Село розташоване на відстані 293 км на північ від Бухареста, 58 км на північний схід від Тиргу-Муреша, 110 км на схід від Клуж-Напоки.

## Населення
За даними перепису населення 2002 року у селі проживали 95 осіб, з них 93 особи (97,9%) румунів. Рідною мовою 93 особи (97,9%) назвали румунську.